# Мирне (Добрянська сільська рада)
Ми́рне — колишнє село в Україні, у Великописарівському районі Сумської області. Підпорядковувалось Добрянській сільській раді.

## Географічне розташування
По селу протікає пересихаючий струмок з загатою.

## Історія
Станом на 1986 рік у селі мешкало 70 осіб.
8 червня 2007 року Сумська обласна рада зняла село з обліку.